# Iwona Zakrzewska
Iwona Bożena Zakrzewska (ur. 28 stycznia 1958 w Gorzowie Wielkopolskim) – polska polityk, posłanka na Sejm I kadencji.

## Życiorys
Ukończyła studia na Wydziale Pedagogicznym Wyższej Szkoły Pedagogicznej w Zielonej Górze. Pracowała jako specjalista do spraw produkcji i handlu. W 1991 uzyskała mandat posłanki na Sejm I kadencji. Kandydowała w okręgu leszczyńsko-zielonogórskim, została wybrana z listy Konfederacji Polski Niepodległej. Zasiadała w Komisji Handlu i Usług, Komisji do Spraw Układu Europejskiego oraz Komisji Stosunków Gospodarczych z Zagranicą i Gospodarki Morskiej. Należała także do trzech podkomisji. W 1993 bez powodzenia ubiegała się o reelekcję. Później związana ze spółkami prawa handlowego. Została członkinią rady programowej Instytutu Historycznego Nurtu Niepodległościowego im. Andrzeja Ostoi-Owsianego. W latach 2011–2012 zajmowała stanowisko dyrektora zarządzającego Centrum Rozwoju Zasobów Ludzkich, instytucji finansowej powołanej w ramach systemu zarządzania Programu Operacyjnego Kapitał Ludzki. W 2012 została dyrektorem Centrum Partnerstwa Społecznego „Dialog” im. Andrzeja Bączkowskiego.